# 迷霧之子：執法鎔金
《迷霧之子番外篇：執法鎔金》(Mistborn: The Alloy of Law)是為美國小說家布蘭登·山德森所著。英文版於2011年11月出版，中文版亦於同月由奇幻基地出版，譯者為段宗忱。
發生在迷霧之子三百年後的故事，共四部曲，中文版二部曲和三部曲分別於2017年末和2018年初發行。

## 故事簡介
文明與蠻橫，罪惡與正義，在這裡永遠都有律法和規則可循。
距離「世紀英雄」傳說三百年(即迷霧之子三部曲的故事)之後，迷霧之子中的人物已成了傳說中的人物或信仰的對象，科技日新月異(科技水平類似現實中的工業革命的水平)，電力在大城市裡普設，手槍、炸藥和蒸氣火車已被人們經常使用，唯有偏遠地區仍較為荒涼疏離。即使時空已如此不同，但鎔金、藏金術還是籠罩於這個世界。
來自蠻橫區的執法者瓦希黎恩，在一場意外中痛失愛人--蕾希後，心魔就此而生；
緊接而來的親族車禍死亡消息，使他必須回到繁華的依藍戴城繼承他的貴族頭銜──拉德利安爵爺。
正當他深為家族債台高築、舉家上下都倚賴他找個有錢的新娘來挽救財務危機所苦時，依藍戴城內卻掀起風暴。
一群被稱為「消賊」的盜匪屢次劫持貴族運送火車，奪走貨物，並擄走女性做為人質。
就在一場瓦希黎恩準備要宣布和富商之女--史特芮絲訂婚的貴族聚會上，「消賊」闖入，劫走了他的未婚妻，但也同時留下了幕後黑手的蛛絲馬跡。
瓦希黎恩心中的熱血此刻逐漸沸騰，維護正義的脾性開始流竄，燃燒的鎔金也在體內蠢蠢欲動……

## 登場人物

### 瓦希黎恩·拉德利安(Waxillium "Wax" Ladrian)
暱稱為瓦。
是一名雙生師(Twinborn)，鎔金術能力是燃燒鋼的射幣(CoinShot)，藏金術則是鐵的輕掠(Skimmer)，這樣的組合被稱作撞擊(Crush)。他通常利用藏金術來以四分之三的體重生活，必要時才釋放一直儲存的體重並配合鎔金術能力推開射向自己的子彈或其他金屬制品，以手槍和霰彈槍作為武器。
原本是拉德利安家族的繼承人，後來進入蠻橫區成為執法者，但在一場意外中痛失愛人--蕾希後，產生心理陰影，在叔叔意外過世後，離開了他所保護的蠻橫區，回到了故鄉依藍戴城。
雖然已經褪去了執法者身分，但內心其實仍然渴望著迷霧，因此被古板的未婚妻輕視，信奉"道教"(故事中的原創宗教,不是現實中的道教)。

### 偉恩(Wayne)
雙生師，鎔金術能力是燃燒彎管合金的滑行(Slide)，藏金術則是金的製血者(BloodMaker)，這樣的組合名稱不明，擅長利用彎管合金來創造速度圈，並利用在其中的時間來進行變裝，也能按對象來改變自己的口音來進行潛入或解決對方的心防以套取情報，喜歡的戰鬥方式為近身戰，開啟速度圈，把敵人困在其中並以決鬥杖跟他單打獨鬥，因速度圈的關係，外面子彈很難射中，使他能在裏面安心戰鬥和利用藏金術來回復。
原本是蠻橫區的罪犯，被瓦希黎恩逮捕後成為執法者，喜歡和瓦鬥嘴，後來前住依藍戴城與瓦一起對付消賊。
喜歡拉奈特。

### 邁爾斯(Miles)
雙生師，鎔金術能力是燃燒金的命師(Augur)，藏金術也同樣是金的製血者(BloodMaker)。
相同金屬的交疊讓邁爾斯獲得近乎永久的生命與不死的強大恢復能力，人稱「百命」邁爾斯，原本和瓦一樣是蠻橫區知名的傳奇執法者，但因為復仇的欲望而成為了消賊，搶劫許多富商和貴族並綁架數位女性。
他與瓦相互敬重，卻因目的不同而彼此相違。

### 沼澤
唯一橫跨迷霧之子三部曲及執法鎔金的人物，在300年後被人稱做鐵眼，為鐵眼教所信奉，是當代人們認為存於神話中的人物，以尚不明的原因存活著。
在本書末將重要資訊請瑪拉席轉交給瓦希黎恩。

### 蕾希
瓦在蠻橫區的愛人，在追補罪犯--譚時被脅持，遭瓦失手射殺。

### 史特芮絲
瓦的未婚妻，哈姆司之女，個性現實，對瓦沒什麼興趣，只是視他為政治婚姻的對象，要求瓦和她簽訂一份婚前合約，後遭到「消賊」綁架。

### 瑪拉席
史特芮絲的表妹，實為哈姆司之私生女，來自外城區，現在在依藍戴城裏念大學，主修"法律系統與犯罪行為學"，對瓦和偉恩的在蠻橫區的經歷很有興趣，鎔金術師，鎔金術能力是燃燒鎘的脈動（Pulser）。

### 拉奈特
鎔金術師，鎔金術能力是燃燒鐵的扯手（Lurcher）。鑄槍師，擅長製造槍械和特殊的子彈，特別是殺霧者子彈(專門用來殺死鎔金術師的子彈)。

## 作品中的區域
迷霧之子中人們稱自己居住的世界為司卡德利亞。
最後帝國倒台後；科技進步至開始使用電力和汽車的程度，槍械亦很常見。
由於自然環境受到和諧改變，地形上和迷霧之子三部曲的世界觀有很大的不同

### 依藍戴城(Elendel)
司卡德利亞人類文明的中心，一共分成八個捌分區，並設有議會。
有許多較為發達的設施(電燈)和器具(汽車)非常繁華。
不過也有許多想找工作但卻找不工作的低下階層住在依藍戴城中。

### 農業區
在依藍戴城所位於的盆地中有許多被人開墾出來的農田，這些農田所種植出來的食物會被送往依藍戴城或是蠻橫區。
據偉恩所說是個很無聊的地方。

### 蠻橫區(Roughs)
位於盆地之外的區域，大部分土地荒蕪而難以種植食物，有時盆地中的年輕人會來到蠻橫區進形礦石開採的作業。
有許多在通緝犯會逃到這個地方導致蠻橫區的治安非常差。好在有一群名為執法者的正義之士維護這裡的治安。

## 作品中的宗教

### 道教（Path）
信仰的神是和諧。:和諧神代表的是存留和滅絕的統一，既不善也不惡，是維護世界的均衡的神。:道教沒有經典，但是有一本創始之書，記載了世界毀滅之前，和諧收集的多達300種的宗教(和諧本來是人類，在世界重生之日才昇華為神)；書中亦記載了很多關於科技上的預言，例如電力和汽車的開發，還有在不久的未來會有飛機的出現等。
道徒的義務有2項:
1. 每天禱告一次，不用拘泥形式，只要能讓人沉澱心情即可。禱告時必須要戴上耳環，必須要是刺穿式的金屬耳環。
2. 不能整天禮拜和諧，和諧希望信徒把時間放在更重要的事情上面。做好事就是在禮拜和諧了。

道教的中心思想包括：不要在毫無承諾的情況下尋求慾望。在所以缺陷中尋找力量。為善多過為惡。還有，相信所有真相都是珍貴的，並值得被保存等等。

### 碎刺教
信仰死神鐵眼，這個宗教的詳細內容不明。

### 倖存者教派
信奉倖存者──迷霧之主，凱西爾。倖存者是自由人士的守護神，他會在迷霧中出現，保護所有獨立奮戰的人士：不管是盜賊、自由鬥士、自耕農、創業者、只要是有獨立自主精神的奮鬥者，倖存者都會保護他們。倖存者從統御主挖天金的海司辛深坑逃了出來，他是唯一活著出來的人，因此擁有了倖存者的稱號。

## 作品中出現的武器
本作世界中的科技雖然和現實中工業革命時期很像，但因為有金屬技藝的存在，所以作品中有很多現實中不會出現的武器。

### 決鬥杖
由堅硬的木材所造成的長杖，主要是為了防止在戰鬥受鎔金術師的影響而使用的武器。

### 鋁彈
以鋁或其合金製成的子彈，扯手和射幣無法感知，也不能被推與拉，因此是殺死扯手和射幣的有效手段，但因鋁的特性，在作品中的價格是十分昂貴，所以很少人會拿來使用。

### 射幣子彈
拉奈特所製造的殺霧者子彈。
彈頭是陶瓷製的，用鋼推對付這些子彈，只能扯掉後面的金屬，但彈頭還是會直飛，因為子彈本身有金屬部分，射幣能感知這些子彈並以為可以推開這些子彈，而掉以輕心不作迴避或躲藏，因而能有效擊中射幣。

### 扯手子彈
拉奈特所製造的殺霧者子彈。
利用扯手保護自己的方法來把其殺害的子彈，子彈的兩側是陶瓷製的，當扯手想把這子彈拉去撞擊自己胸口的盾甲時，這子彈就會爆炸，變成一堆陶瓷碎片，使扯手受傷。

### 錫眼子彈
拉奈特所製造的殺霧者子彈。
射擊時會產生很大的噪音，因而能使錫眼無力化。

### 白鑞臂子彈
拉奈特所製造的殺霧者子彈。
加大彈頭和火藥量製成的子彈，採用軟金屬和寛空尖的設計，因而在射入人體後會停留，白鑞臂雖能回復傷口，但卻不能把這些子彈退出來，因而會被造成更大的傷害。

### 問證(Vindication)
拉奈特所製造用來使用殺霧者子彈的手槍。
線條流暢的銀色長槍管手槍，以因伐利亞鋼製成，因而比一般手槍更輕更硬。
握把內有隱藏的保險栓，是扯手和射幣專用的保險栓。
能裝填六枚正常子彈和二枚特殊子彈，可通過擊鎚下方的扣把來進行彈種切換。